# فيليكس كاراسكو
فيليكس كاراسكو (بالإسبانية: Felix Carrasco)‏ هو موزع مكسيكي، ولد في 29 يوليو 1955.

## وصلات خارجية
- الموقع الرسمي